# 先驱站
先驱地铁站（英語：Pioneer MRT Station，代號EW28）是新加坡地鐵東西線的一个車站，位于新加坡本岛裕廊西规划区。
它靠近南洋理工大学。先驱站和裕群站同为文礼延长线的一部分，也是新加坡2009年最新启用的地铁站之一。
和裕群站相似，车站的顶棚由拱顶玻璃构成，阳光可以直接穿透。该车站的主题色为蓝色。
该地铁站位于裕廊西63街，主要服务周边的裕廊西区域。该车站的名称来自临近车站的“先驱路”。主祀「福德正神」的「正华村金福宫」也在附近。

## 车站楼层
| L3 | A站台              | 东西线 往巴西立／樟宜機場方向（文禮站）            |
| L3 | 島式站台，右側開門 |                                                    |
| L3 | B站台              | 东西线 往大士連方向（裕群站）                      |
| L2 | 東西線大廳         | 檢票口、自動售票機、車站控制室、跨過裕廊西63街天橋 |
| L1 | 地面層             | 裕廊西63街                                         |

## 出口
| 出口編號 | 建議前往的目的地 | 照片 |
| -------- | ---------------- | ---- |
| A        |                  |      |
| B        |                  |      |

## 交通連接

### 地鐵
| 終站            | 首班車 | 首班車 | 首班車            |  | 末班車  |
| --------------- | ------ | ------ | ----------------- |  | ------- |
|                 | 一－六 |        | 星期日及 公定假日 |  | 每日    |
| 東西線          |        |        |                   |  |         |
| 往 EW1 巴西立   | 5.34am |        | 6.04am            |  | 11.10pm |
| 往 EW4 丹那美拉 |        |        |                   |  | 11.36pm |
| 往 EW33 大士連  | 5.23am |        | 5.53am            |  | 12.08am |

1. ↑  大士連開出的列車不會直接開往樟宜機場，旅客需於丹那美拉站轉乘。